# The Peel Sessions (álbum de Echo & the Bunnymen)
The Peel Sessions es un EP de la banda británica de post punk Echo & the Bunnymen publicado en 1988 con canciones grabadas en directo para el programa radiofónico de John Peel de 1979. Se grabó en el estudio número cuatro de los Maida Vale Studios de la BBC Radio el 15 de agosto de 1979 y retransmitidos para The John Peel Show en BBC Radio 1 el 22 de agosto de 1979. El EP llegó al puesto siete de la lista británica UK Indie Chart.
Las canciones se grabaron antes de la inclusión de Pete de Freitas en la banda, por lo que la percusión corrió a cargo de David Balfe, coproductor del primer sencillo de la banda "The Pictures on My Wall". En 1995 salió una reedición con una portada diferente.

## Lista de canciones
Todas las canciones compuestas por Will Sergeant, Ian McCulloch y Les Pattinson, excepto donde se indique lo contrario.
1. "Read It in Books" (McCulloch, Julian Cope) – 2:25
2. "Stars Are Stars" – 3:05
3. "I Bagsy Yours" – 2:50
4. "Villiers Terrace" – 4:10

## Créditos
Echo & the Bunnymen
- Ian McCulloch – voz, guitarra
- Will Sergeant – guitarra
- Les Pattinson – bajo

Músicos adicionales
- David Balfe – percusión, teclados

Producción
- Trevor Dann – productor
- Bob Jones – ingeniería